# Robert Croft
Robert Croft foi um mergulhador da Marinha Americana que, em 1967, se tornou a primeira pessoa a mergulhar além da profundidade de 75 metros num mergulho livre.